# Zanzarah: The Hidden Portal
Zanzarah: The Hidden Portal – gra komputerowa wydana przez THQ w grudniu 2002 roku. W Polsce dostępna w angielskiej wersji językowej.

## Fabuła
Główną bohaterką gry jest nastolatka Amy. Pewnego dnia, gdy zostaje sama w domu, odkrywa, że ktoś otworzył magiczny portal na jej strychu. Przechodzi przez niego i trafia do Zanzarah – świata elfów, goblinów, krasnoludów i wróżek. Z tymi ostatnimi dzieje się coś bardzo złego. Zwykle łagodne i bardzo przyjazne, zaczynają atakować innych mieszkańców Zanzarah. Amy dowiaduje się, że jest przepowiedzianą bohaterką i jej przeznaczeniem jest uratować magiczny świat.

## Rozgrywka
Rozgrywka w Zanzarah przypomina serię gier o Pokémonach. Na początku historii Amy dostaje jedną z trzech wróżek i z jej pomocą walczy, chwyta i szkoli kolejnych podopiecznych. Wróżki łapie się przy pomocy kul przypominających Poké Balle. Stworki podczas walk doskonalą swoje umiejętności, a gdy zdobędą odpowiednią ilość doświadczenia, mogą ewoluować w swoją wyższą formę. Przy sobie można mieć do 5 wróżek, między którymi można się dowolnie przełączać, reszta żyje w tym czasie w ziemskim domu Amy.

## Rodzaj gry
Bardzo trudno zakwalifikować Zanzarah do jakiegokolwiek gatunku gier. Kierowanie Amy przypomina zwykłą przygodówkę TPP. Walka toczy się na arenach przypominających te z serii gier Unreal Tournament, i odbywa się w widoku FPP. Wróżki zdobywają doświadczenie i doskonalą umiejętności jak w prostych grach cRPG. W grze można też odnaleźć elementy gry logicznej.